# Bent Knee
Bent Knee (deutsch: Gebeugtes Knie) ist eine US-amerikanische Artrockband, die 2009 in Boston gegründet wurde.

## Geschichte
Die Band hat ihre Wurzeln im Umfeld des Berklee College of Music in Boston. Ben Levin und Courtney Swain begannen 2009 gemeinsam Musik zu schreiben, und das erste, selbstbetitelte Album war zu einem Großteil fertig geschrieben, bevor die anderen Musiker zur Band stießen. Die Gruppe brauchte einige Zeit, um sich zu festigen, aber mit der Produktion und Veröffentlichung des zweiten Albums Shiny Eyed Babies 2014 wurde ein Werk geschaffen, das den Musikern international Beachtung und gute Kritiken einbrachte. Daraufhin bekam die Band einen Plattenvertrag bei Cuneiform Records und brachte auf diesem Label 2016 Say so heraus. Das vierte Album Land Animal erschien dann bei InsideOut Music im Jahr 2017.
Während der ganzen Zeit war die Band auch live sehr aktiv. So gab sie in den Jahren 2014 bis 2017 jedes Jahr zwischen 40 und 90 Konzerten, mehrheitlich in den USA, aber zunehmend auch in Europa. 2022 verkündeten Gitarrist Ben Levin und Bassistin Jessica Kion ihren Austritt aus der Band. Diese Entscheidung begründeten sie damit, dass ihnen das Leben auf Tour nicht mehr zusagt.

## Diskografie
Studioalben
- 2011: Bent Knee (Eigenveröffentlichung)
- 2014: Shiny Eyed Babies (Eigenveröffentlichung)
- 2016: Say So (Cuneiform Records)
- 2017: Land Animal (Inside Out Music / Sony Music)
- 2019: You Know What They Mean (Inside Out Music / Sony Music)
- 2021: Frosting (Take This to Heart Records)
- 2024: Twenty Pills Without Water (Take This to Heart Records)